# Let's Dance på turné
Let's Dance på turné var en planerad svensk dansshow mellan 14 oktober och 19 november 2016 av Let's Dance baserat på brittiska Strictly Come Dancing Live!. Medverkande skulle vara Steffo Törnquist och Cecilia Ehrling, Alexander Hermansson och Jeanette Carlsson, Elisa Lindström och David Watson, Pia Johansson och Marc Christensen. Showen skulle ledas av David Hellenius med Tony Irving, Ann Wilson och Cecilia Lazar som domare. Showen skulle spelas i Löfbergs Arena, Tegera Arena, Malmö Arena, Saab Arena, Gavlerinken Arena, Scandinavium, Kinnarps Arena, Globen, Coop Arena och Fjällräven Center. Efter en svikande biljettförsäljning stoppades planerna på showen.